# Vicente López Carril
Vicente López Carril (La Corunya, 2 de desembre de 1942 - Gijón, 29 de març de 1980) va ser un ciclista espanyol, que fou professional entre 1965 i 1979. Establert al Principat d'Astúries, era conegut com El Candasu.
Va guanyar etapes a les tres Grans Voltes: 3 al Tour de França, on a més acabà cinc vegades entre els 10 primers de la classificació general, una etapa al Giro d'Itàlia i una més a la Volta a Espanya. El 1974 es proclamà Campió d'Espanya de ciclisme en ruta.
Va morir jove, als 37 anys, fruit d'una embòlia durant la disputa d'un partit de futbol entre amics. Era germà del també ciclista Jesús López Carril.

## Palmarès
- 1963
  - 1r a la Volta a Segòvia
- 1964
  - 1r a la Prova de Legazpi
- 1966
  - Vencedor d'una etapa del Tour de l'Avenir
- 1968
  - 1r a la Volta a Mallorca i vencedor d'una etapa
- 1970
  - Vencedor d'una etapa a la Volta a Catalunya
- 1971
  - 1r a la Vuelta a los Valles Mineros i vencedor d'una etapa
  - 1r al Trofeo Elola
  - Vencedor d'una etapa al Giro d'Itàlia
- 1972
  - 1r al Gran Premi de Navarra
- 1973
  - 1r als Tres Dies de Leganés i vencedor d'una etapa
  - 1r a la Vuelta a los Valles Mineros i vencedor d'una etapa
  - Vencedor d'una etapa al Tour de França
  - Vencedor d'una etapa de la Volta a Aragó
  - Vencedor d'una etapa de la Volta a Astúries
- 1974
  -  Campió d'Espanya de ciclisme en ruta
  - Vencedor d'una etapa al Tour de França
  - Vencedor d'una etapa a la Volta a Catalunya
- 1975
  - 1r a la Volta a Llevant i vencedor d'una etapa
  - Vencedor d'una etapa al Tour de França
- 1976
  - Vencedor d'una etapa a la Volta a Espanya
- 1977
  - 1r a la Volta a Astúries i vencedor d'una etapa
  - 1r al Gran Premi de Primavera
  - 1r a la Clàssica d'Ordizia
  - 1r al Gran Premi de Navarra

### Resultats al Tour de França
- 1968. 23è de la classificació general
- 1970. 34è de la classificació general
- 1971. 10è de la classificació general
- 1973. 9è de la classificació general. Vencedor d'una etapa
- 1974. 3r de la classificació general. Vencedor d'una etapa
- 1975. 5è de la classificació general. Vencedor d'una etapa
- 1976. 10è de la classificació general
- 1977. 23è de la classificació general
- 1979. Abandona (3a etapa)

### Resultats al Giro d'Itàlia
- 1967. 23è de la classificació general
- 1971. 12è de la classificació general. Vencedor d'una etapa
- 1972. 4t de la classificació general
- 1974. 8è de la classificació general
- 1977. 55è de la classificació general

### Resultats a la Volta a Espanya
- 1967. 14è de la classificació general
- 1968. 34è de la classificació general
- 1969. 26è de la classificació general
- 1970. 17è de la classificació general
- 1972. 12è de la classificació general
- 1973. 17è de la classificació general
- 1976. 5è de la classificació general. Vencedor d'una etapa
- 1977. 10è de la classificació general
- 1978. 12è de la classificació general